# Chrysocraspeda elaeophragma
Chrysocraspeda elaeophragma är en fjärilsart som beskrevs av Louis Beethoven Prout 1917. Chrysocraspeda elaeophragma ingår i släktet Chrysocraspeda och familjen mätare. Inga underarter finns listade i Catalogue of Life.